# Axthieb
Als Axthieb wird eine Einkerbung am Übergang vom Hals zum Widerrist bei Pferden bezeichnet.

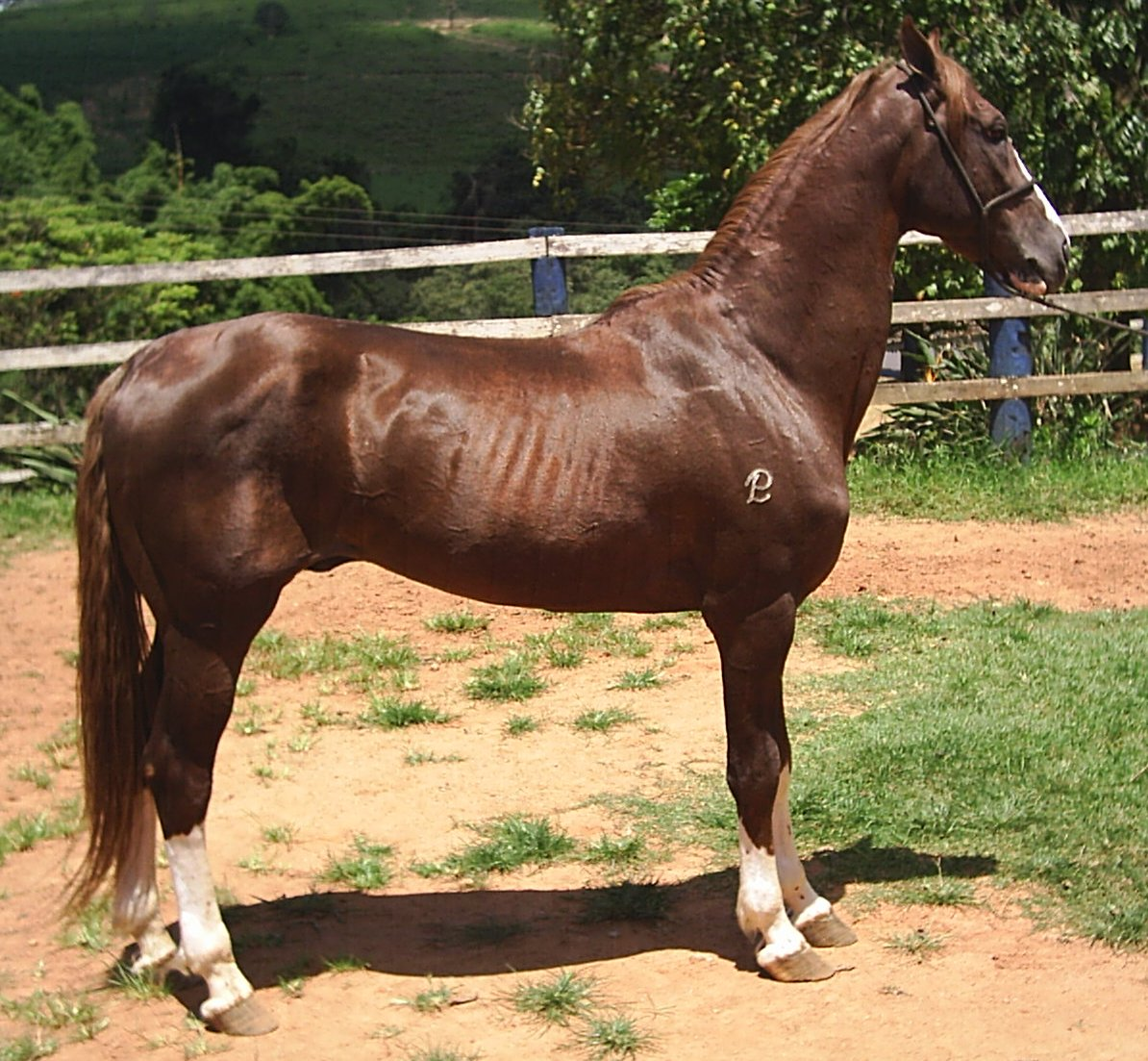
Pferd mit Axthieb

Bei einigen Pferderassen wie zum Beispiel bei Vollblütern ist ein stark ausgeprägter Axthieb durch die hohen Dornfortsätze am Widerrist rassebedingt. Ein tief angesetzter Hals hat ebenfalls einen erkennbaren Axthieb zur Folge.
Durch richtiges Training und die dadurch aufgebaute Muskulatur (insbesondere die Pars cervicalis des Musculus trapezius) kann der Axthieb verringert bis ganz wegtrainiert werden. Ein gut trainiertes Pferd sollte daher nur einen minimal erkennbaren Axthieb aufweisen.